# パンナムオープン・サンサルバドル
パンナムオープン・サンサルバドル(Pan American Open San Salvador)は中央アメリカエルサルバドルの国際柔道大会

## 来歴
2009年よりIJFワールド柔道ツアーの一環として、グランドスラム、グランプリなどに次ぐ位置付けとなったワールドカップのうちの1大会。なお、今大会は世界ランキング対象大会であるが、国際柔道連盟主催ではなく各大陸連盟主催の大会であるため、ワールド柔道ツアーには含まれない。今大会は2010年に「ワールドカップ・サンサルバドル」という名称で新設されたが、2013年から「パンナムオープン・サンサルバドル」という名称に変更された。

## 名称の変遷
ワールドカップ・サンサルバドル World Cup San Salvador(2010-2012)

パンナムオープン・サンサルバドル Pan American Open San Salvador(2013- )

## 優勝者

### 男子
| 年     | 60 kg級                | 66 kg級                          | 73 kg級                        | 81 kg級                              | 90 kg級                  | 100 kg級                 | 100 kg超級               |
| 2010年 | ナボール・カスティーヨ | ルイス・レビテ                   | ニック・デルポポロ             | ナシフ・エリアス                     | ヘクター・カンポス       | カイル・ヴァシュクラット | デビッド・モウラ         |
| 2011年 | ブレーノ・アルベス     | ルイス・レビテ                   | クシシュトフ・ヴィウコミルスキ | アントニオ・チアーノ                 | アレクサンドレ・エモンド | ルカシュ・クルパレク     | ダニエル・エルナンデス   |
| 2012年 | フレディ・ロペス       | レアル・サカモト                 | エティエネ・ブライアンド       | マクシム・ブガ                       | セルゲイ・コゼル         | マテウス・ダシルバ       | オテロ・ビラロボス       |
| 2013年 | エリック・タカバタケ   | チャールズ・チバナ               | ディルク・バンティヘルト       | エマヌエル・ルセンティ               | エデュアルド・サントス   | ラファエル・ブザカリニ   | ベンジャミン・アルメニス |
| 2014年 | レニン・プレシアド     | アントワーヌ・ブシャール         | エベレット・デジレッツ         | アントワーヌ・ヴァロア＝フォルティエ | アレクサンダル・クコル   | フラビオ・オルリック     | ウォルター・サントス     |
| 2015年 | アラン・クワバラ       | リカルド・サントス・ジュニオール | ダニエル・ウィリアムズ         | エマヌエル・ルセンティ               | コルトン・ブラウン       | エクター・カンポス       | フレディ・フィゲロア     |
| 2016年 | ビトル・カルバーリョ   | トマ・リッスン                   | エデュアルド・バルボサ         | ジャック・ハットン                   | マシュー・コック         | クレマン・ドゥルベ       | アジャックス・タデハラ   |

### 女子
| 年     | 48 kg級            | 52 kg級                        | 57 kg級                            | 63 kg級                      | 70 kg級                  | 78 kg級                                              | 78 kg超級                                            |
| 2010年 | パウラ・パレト     | アンドレッサ・フェルナンデス   | マルティ・マロイ                   | カミラ・ミナカワ             | ベロニカ・メンドーサ     | ケイラ・ハリソン                                     | バネッサ・ザンボッティ                               |
| 2011年 | タシアナ・リマ     | イルス・ヘイレン               | ラファエラ・シルバ                 | マリヤナ・ミスコビッチ       | キャサリン・クライス     | エイミー・コットン                                   | メリッサ・モジカ                                     |
| 2012年 | エンダ・カリージョ | オドリー・フランシス＝メゾット | ティナ・ゼルトネル                 | ハナ・マーティン             | ベルナデッテ・グラフ     | ディアナ・チャラ                                     | 出場選手がいないため、今大会この階級の試合はなかった |
| 2013年 | ナタリア・ブリジダ | ラケル・シルバ                 | フラビア・ゴメス                   | フェイス・ピットマン         | マリア・ロハス           | サマンサ・ブレイアー                                 | サラ・アドリントン                                   |
| 2014年 | エンダ・カリージョ | ラケル・シルバ                 | カトリーヌ・ボーシュマン＝ピナール | ヒルデ・ドレクスラー         | ベルナデッテ・グラフ     | カトリーヌ・ロベルジュ                               | バネッサ・ザンボッティ                               |
| 2015年 | アンドレア・ゴメス | エカテリーナ・グイカ           | カトリーヌ・ボーシュマン＝ピナール | ステファニー・トレンブレイ   | アリックス・ルノー＝ロイ | サマンタ・ソアレス                                   | ニナ・クトロ＝ケリー                                 |
| 2016年 | サマー・トゥルング | ジェシカ・ペレイラ             | アメリア・フルジェンテス           | アレクシア・カスティリョース | チャンタル・ライト       | 出場選手がいないため、今大会この階級の試合はなかった | ニナ・クトロ＝ケリー                                 |

## 外部サイト
- IJF World Cup El Salvador